# Donat Filimonow
Donat Kiriłłowicz Filimonow (ros. Донат Кириллович Филимонов, 1910–1963) – radziecki działacz państwowy.
Należał do WKP(b), do czerwca 1949 był I zastępcą przewodniczącego, a od czerwca 1949 do 25 września 1952 przewodniczącym Komitetu Wykonawczego Tomskiej Rady Obwodowej.